# Gryf Publications
Gryf – emigracyjny dom wydawniczy, specjalizujący się w najnowszej historii Polski. Jego siedziba była w Polskim Ośrodku Społeczno-Kulturalnym w Londynie.
Oficyna wydała m.in. następujące publikacje:
- Adam Moszyński. Lista katyńska: jeńcy obozów Kozielsk, Ostaszków, Starobielsk, zaginieni w Rosji sowieckiej, 1949.
- Tadeusz Wittlin: Diabeł w raju, 1951.
- Klemens Rudnicki: Na polskim szlaku (wspomnienia z lat 1939-1947), 1952.
- Herminia Naglerowa: Sprawa Józefa Mosta, 1953.
- Zbrodnia katyńska w świetle dokumentów, 1948.

Spółka została rozwiązana 11 listopada 1997.